# سیاه‌شور
سیاه‌شور (نام علمی: Suaeda) سرده‌ای از گیاهان گلدار از راسته میخک‌سانان خانواده تاج‌خروسیان Amaranthaceae (هم‌خانواده اسفناجیان Chenopodiaceae) است.

## پراکندگی
دارای دامنه انتشار وسیع جهانی و بیشترین گونه های آن در آمریکای شمالی، جنوب آمریکای جنوبی، غرب اروپا، مصر، شمال غرب و جنوب و شاخ آفریقا، روسیه، استرالیا و شبه جزیره عربستان است. گونه های این جنس در دو گروه هیدروفیت و گزروفیت تفکیک می شوند. در خاورمیانه 20 گونه وجود دارد که هر گروه بیشتر در شوره زارهای ساحلی دیده می شوند و زیستگاه آن مناطق خلیج و عمانی و تا جنوب و گاه نواحی مرکزی ایران است.

## گونه‌ها
- سیاه‌شور پرپشت Suaeda fruticosa (L.) Forrssk
- سیاه‌شور ناجور برگ Suaeda heterophylla (Kar. et Kir.) Beg
- سیاه‌شور مصری Suaeda aegyptiaca (Hasseq.) Zoh نام محلی این گیاه در میان اهالی جنوب ایران کاکُل است.[۴]